# Moëslains
 Moëslains  ist eine französische Gemeinde mit 461 Einwohnern (Stand: 1. Januar 2022) im Département Haute-Marne in der Region Grand Est. Sie gehört zum Arrondissement Saint-Dizier und ist Mitglied im Gemeindeverband Communauté d’agglomération du Grand Saint-Dizier, Der et Vallées. Die Bewohner werden Mediolanais und Mediolanaises genannt.

## Geografie
Die Gemeinde Moëslains liegt an der oberen Marne, fünf Kilometer südwestlich von Saint-Dizier.

## Bevölkerungsentwicklung
| Jahr      | 1962 | 1968 | 1975 | 1982 | 1990 | 1999 | 2010 | 2018 |
| --------- | ---- | ---- | ---- | ---- | ---- | ---- | ---- | ---- |
| Einwohner | 241  | 252  | 468  | 540  | 606  | 530  | 440  | 434  |

## Sehenswürdigkeiten
- Kapelle Saint-Aubin, 16. Jahrhundert (Monument historique)

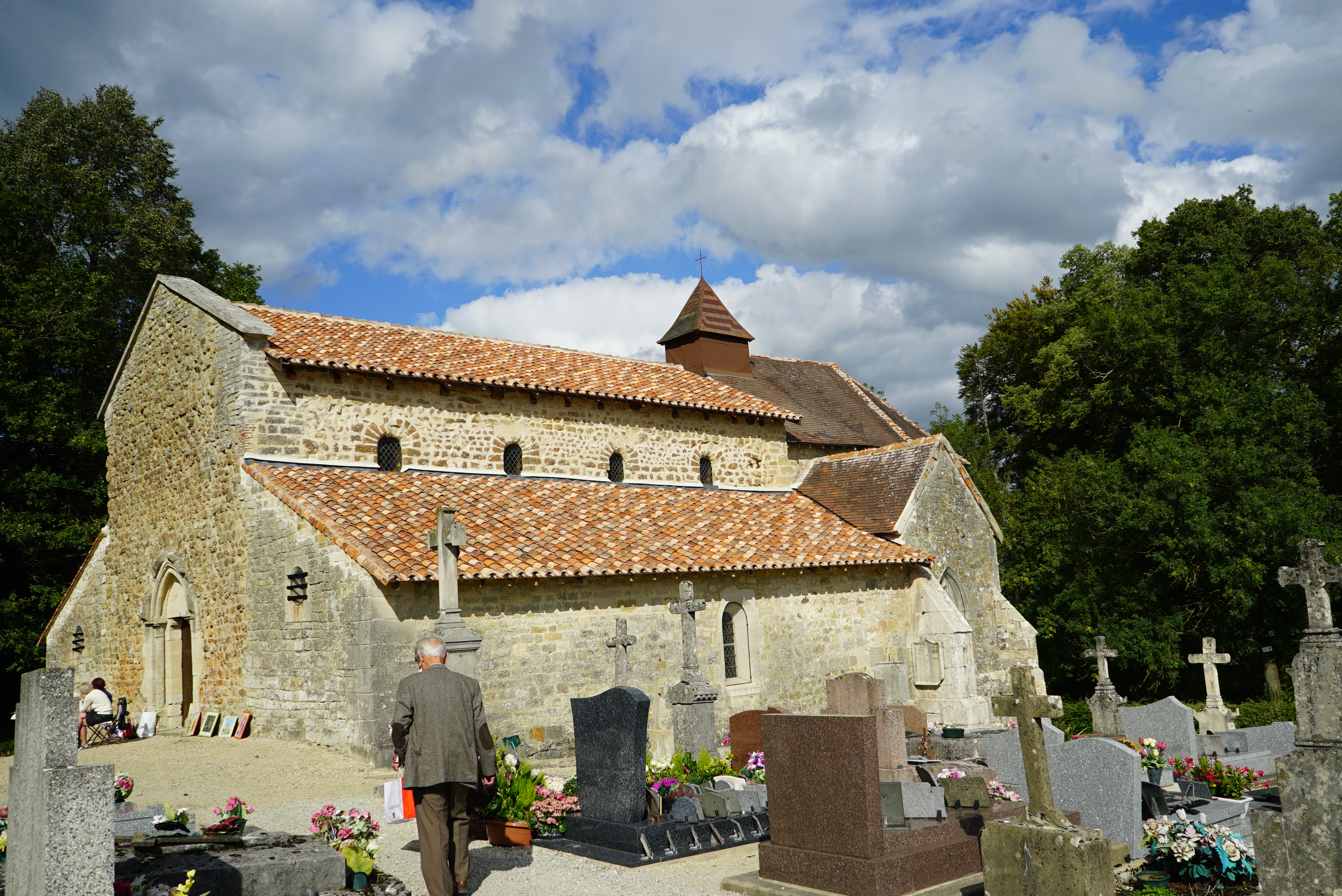
Kapelle Saint-Aubin